# ウマタック
ウマタック  (英語: Umatac、チャモロ語: Humåtak)はグアム南西部の村である。

## 歴史

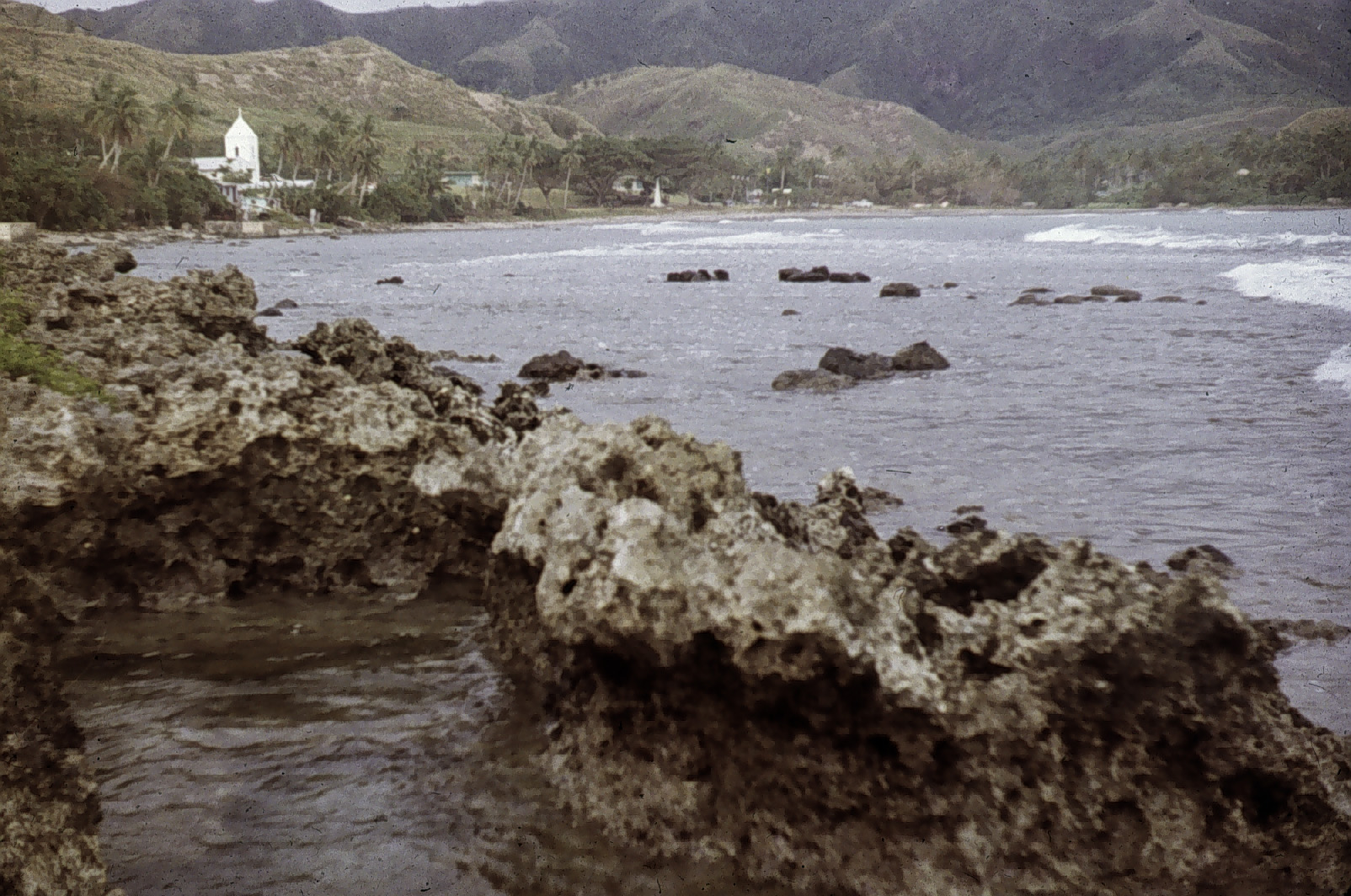
フェルディナンド・マゼランの上陸地点

ヨーロッパ人の到達以前は、チャモロ人は村北部のFouha岩で年に一度祭祀を行っていた。
1521年にフェルディナンド・マゼランがグアムに到達した。スペイン人はウマタック湾からグアムに上陸していた。1565年にはミゲル・ロペス・デ・レガスピが到達し、スペイン領とした。
17世紀に植民地化が始まると、スペイン人はチャモロ人をキリスト教に改宗させるため、ウマタック小教区がつくられた。 現在でも、スペイン統治時代の砦が村内に残っている。
1898年、米西戦争によりグアムはアメリカ領となった。その後、次第に村の規模が大きくなった。
今日では、毎年、ディスカバリーデー(グアム発見記念日)に村で祭りがおこなわれている。